# Národní park Way Kambas
Národní park Way Kambas je indonéský národní park ležící v provincii Lampung na jihu Sumatry. Má rozlohu 1 300 km2. Založen byl roku 1989 a od roku 2015 je pokládán za přírodní dědictví Sdružení národů jihovýchodní Asie.
Park je známý pro jednu z posledních přežívajících populací nosožorce sumaterského (Dicerorhinus sumatrensis). Mezinárodní svaz ochrany přírody ve vyhodnocení stavu ohrožení tohoto druhu z roku 2020 pokládá populaci nosorožců z Way Kambas za jedinou pomalu rostoucí, s celkovým počtem 15–25 zvířat. Ve Way Kambas se také nachází chovné zařízení Sumatran Rhino Sanctuary. Z dalších vzácných zvířat obývajích území parku lze jmenovat slona sumaterského (Elephas maximus sumantranus), tygra sumaterského (Panthera tigris sumatrae), tapíra čabrakového (Tapirus indicus), sambara indického (Rusa unicolor) nebo medvěda malajského (Helarctos malayanus). Ve Way Kambas však žije více než 400 druhů ptáků a 50 druhů savců.
Vegetaci parku tvoří pobřežní lesy a mangrovníky, nížinné a lužní lesy a dipterokarpové pralesy i druhotné lesy, stejně jako otevřená a křovinatá krajina. Oblast rozsáhle narušila těžba dřeva probíhající v 60. až 70. letech 20. století. Ztráta biotopů přispívá i ke konfliktům mezi místními obyvateli a slony, již se dostávají k lidským sídlům. Roku 1985 bylo ve Way Kambas vybudováno centrum pro výcvik slonů, jehož cílem je poukázat na praktické využití a historický význam těchto zvířat.